# Мадам Кои Кои
Мадам Кои Кои (Леди Кои Кои, Мисс Кои Кои, известная также в Гане как мадам Высокий каблук или мадам Мок, в Танзании — как мисс Конкоко, в Южной Африке — как Пинки Пинки) — призрак из нигерийских и африканских городских легенд, который посещает по ночам общежития, коридоры и туалеты в школах-интернатах, а в дневных школах посещает туалеты и является ученикам, которые приходят в школу слишком рано или поздно уходят из неё. Её часто изображают в красных туфлях на каблуках или на одном каблуке.
Одно из самых популярных привидений в школах-интернатах Нигерии, Гане, Южной Африки.

## Этимология
Имя «Мадам Кои Кои» происходит от звука её каблуков, когда она приходит ночью охотиться на студентов. В Гане имя «Мадам Мок» происходит от ганского слова, обозначающего высокие каблуки.

## Происхождение
Есть несколько историй, рассказывающих о происхождении мадам кои-кои.

### Нигерия
В Нигерии одна легенда гласит, что она была учительницей средней школы, известной своей красотой и красными каблуками. Когда бы она ни шла по коридору, её туфли издали звук «Кои Кои». Она очень плохо относилась к студентам и без причины избивала их. Её уволили, когда она ударила студентку и повредила ей ухо. По пути домой она попала в аварию и умерла. Перед смертью она поклялась отомстить школе и её ученикам.
Вскоре после этого ученики школы стали говорить, что слышат по ночам после выключения света в коридорах своих общежитий стук каблуков по полу «кои кои».
В другой истории она была очень стильной женщиной, которая любила носить туфли на каблуках, что стало её отличительной чертой. Она также считалась очень злым учителем, поровшим своих учеников при каждом удобном случае. Некоторые говорили, что она была садисткой и использовала работу учителя как предлог, чтобы причинять сильную боль и пытки, когда ей заблагорассудится. Её ученики, устав от того, что руководство школы не защищает их, решили взять дело в свои руки. Однажды ночью, когда она выходила из школы, ученики загнали её в угол, заткнули ей рот, чтобы она не кричала, и начали безжалостно избивать её, в итоге убив.
Поняв это, они перебросили её тело через забор школы и убежали, надеясь заставить свидетелей думать, что ущерб был нанесен вооруженным грабителем.
Постепенно все ученики, кроме того, кто ударил её ботинком, исчезли. Этот ученик стал постоянно говорить всем, что сделал он и другие, и что каждую ночь он слышит стук высоких каблуков вокруг своего общежития, что, по его мнению, означает, что она идет за ним, но ему никто не верил. Однажды ночью он решил выяснить, откуда исходит звук, однако на следующее утро нашли его тело, забитое до смерти.
Школу закрыли, а всех детей перевели в новые школы, где эти дети распространяли легенду дальше. Ночью она ходит по холлам общежитий, мучая студентов и заставляя всех, кто смотрит на неё, исчезать.

### Гана
В Гане одна из легенд гласит, что она была учительницей, которая преподавала в одной школе с очень непослушными учениками, и она проводила большую часть времени, гоняясь за ними, пытаясь их утихомирить. Однажды она гналась за мальчиком через улицу, на ходу размахивая одной из своих туфель, но не увидела приближающуюся машину, была сбита и мгновенно погибла, а её красная туфля на высоком каблуке далеко отлетела.
Говорят, что её призрак появляется в классах в виде единственного красной туфли, а её голос кричит: «Где моя туфля?» Легенда также гласит, что если вы встретите её, то должны бежать и кричать: «Мадам Высокие каблуки!».

## Распространение
История в различных версиях распространилась по Африке по Камеруну, Гане, Танзании, Руанде, Замбии и Южной Африке .

## Деятельность
Мисс Кои Кои в основном известна тем, что производит в школах различные виды деятельности, например, открывает школьные двери, поет, свистит, нападает на людей в туалете или ванной, или бьет учеников. Её присутствие всегда сопровождается её шагами. Она также может быть невидимой, кроме её каблуков. В некоторых историях она беспокоит студентов по ночам, требуя каблука, которого у неё не хватает.

## Пинки Пинки
В южноафриканской городской легенде Пинки Пинки — это наполовину человек, наполовину животное, наполовину мужчина, наполовину женщина, которое охотится на детей в школьных туалетах и угрожает изнасиловать девочек, если они наденут розовое нижнее белье. Он виден девочкам, но невидим для мальчиков, которые ощущают его присутствие через пощечину или царапину на щеке.

## Популярная культура
Мадам Кои Кои — антагонист в детской книге «Фейи Фэй» и «Дело Таинственной мадам Кои Кои» Симисайо Браунстоуна